# Labulbeniomicets
Els labulbeniomicets (Laboulbeniomycetes) són una classe de fongs ascomicots de la subdivisió Pezizomycotina. Són l'únic grup de fongs que són paràsits externs dels insectes i d'altres artròpodes tant de terrestres com d'aquàtics. Són fongs diminuts i els seus cossos fructífers mesuren normalment només un mil·límetre. Viuen a les antenes, parts bucals o altres zones del cos dels seus hostes. Aparentment són inofensius per als seus hostes.

## Taxonomia
La classe dels labulbeniomicets inclou tres ordres:
- Ordre Herpomycetales
- Ordre Laboulbeniales
- Ordre Pyxidiophorales